# Pozsony–Hegyeshalom-vasútvonal
A Pozsony–Hegyeshalom-vasútvonal (szlovákul: Železničná trať Bratislava – Hegyeshalom) egy 33 km hosszúságú, normál nyomtávolságú, villamosított vasútvonal Magyarországon és Szlovákiában Hegyeshalom és Pozsony között.

## Az állomások képei

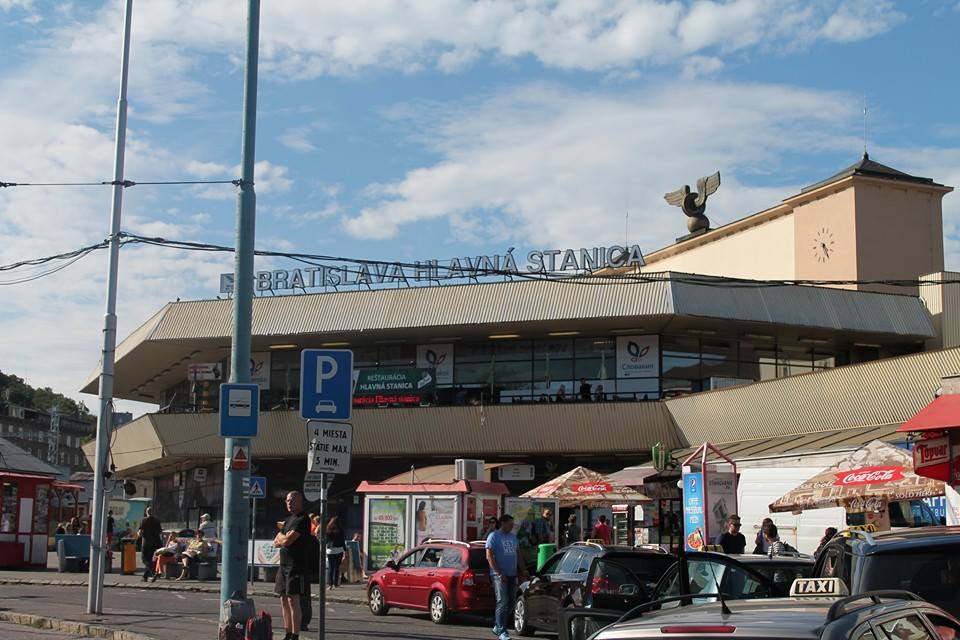
Pozsony főpályaudvar
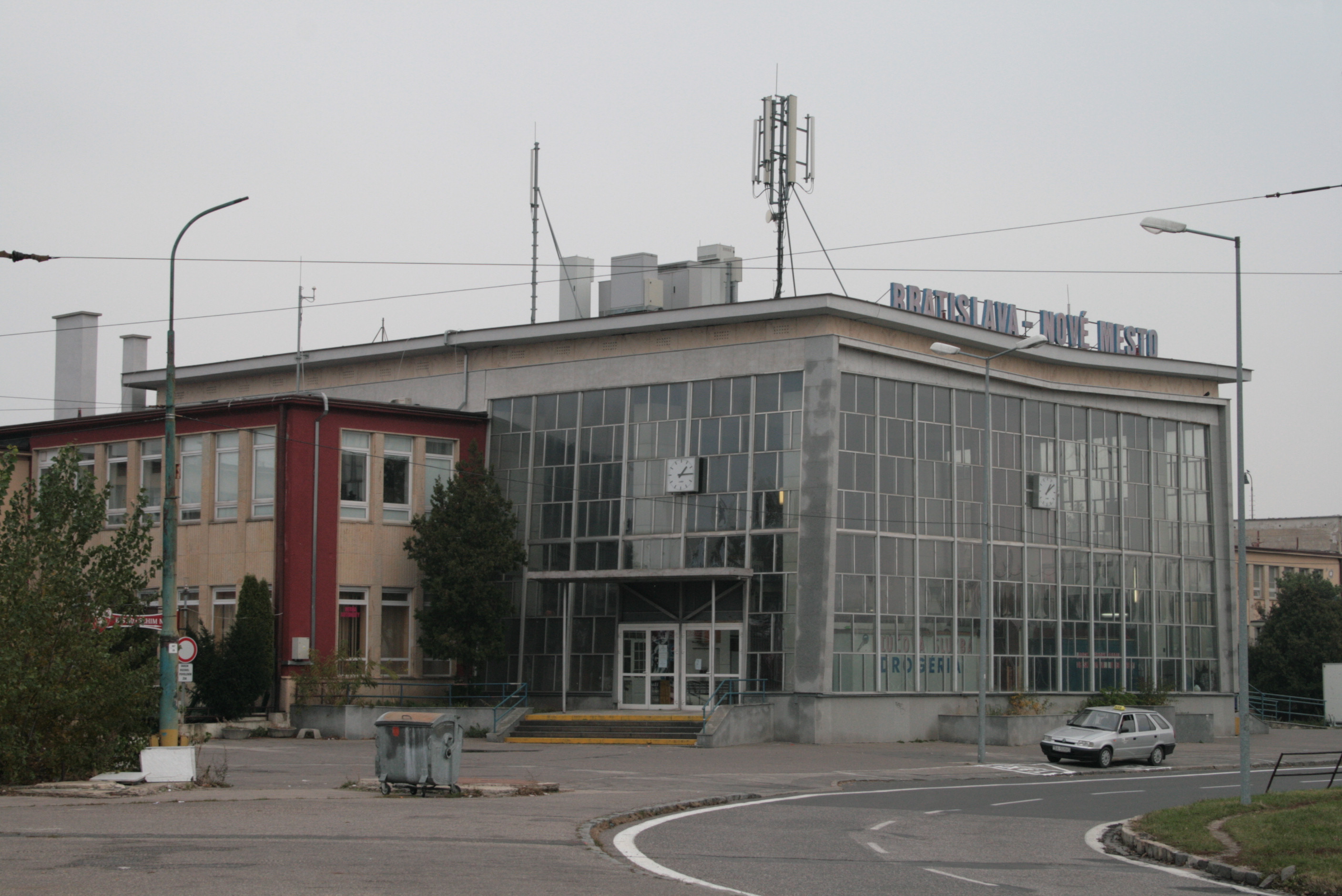
Pozsony-Újváros
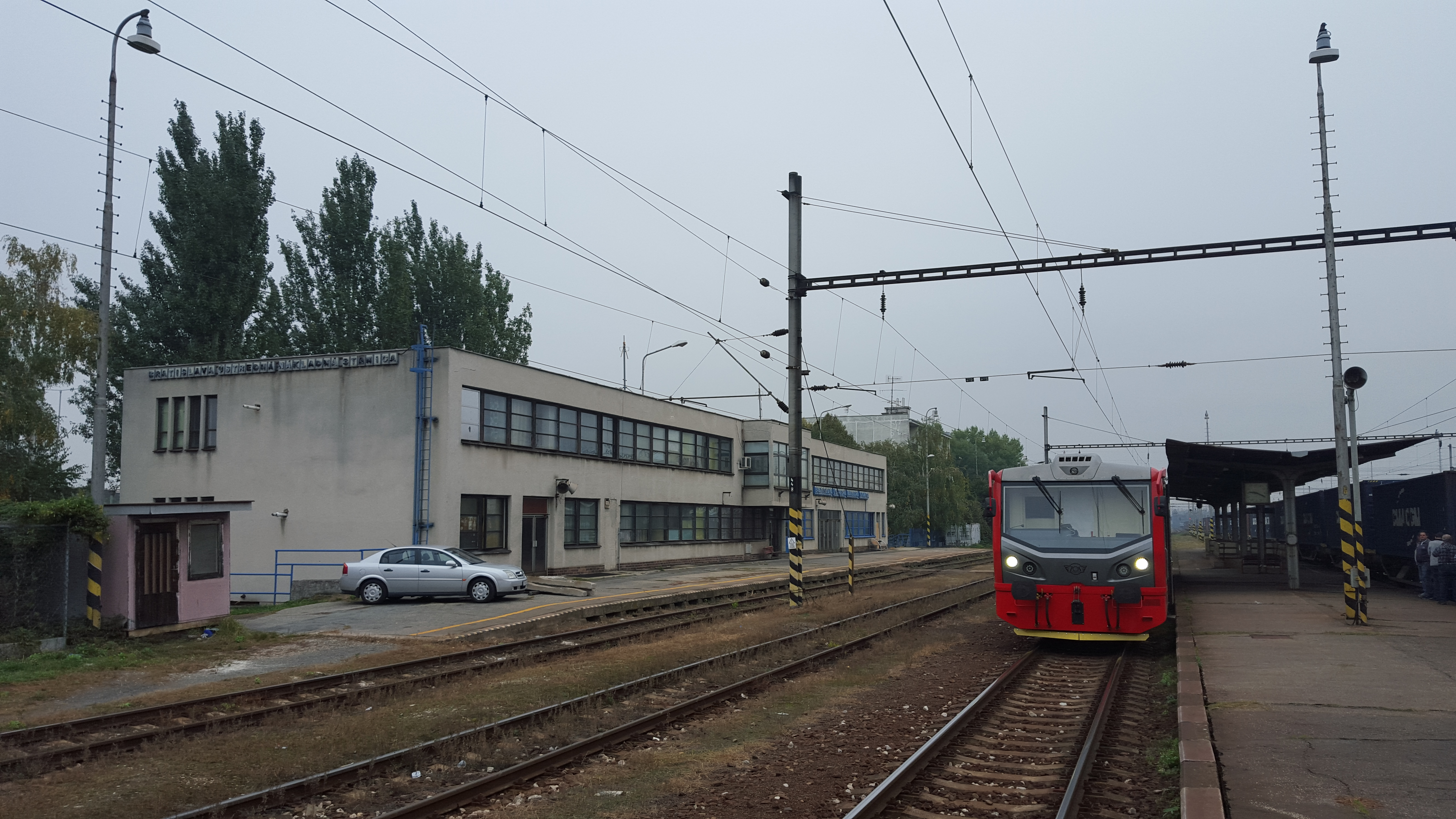
Pozsony központi teher pu.
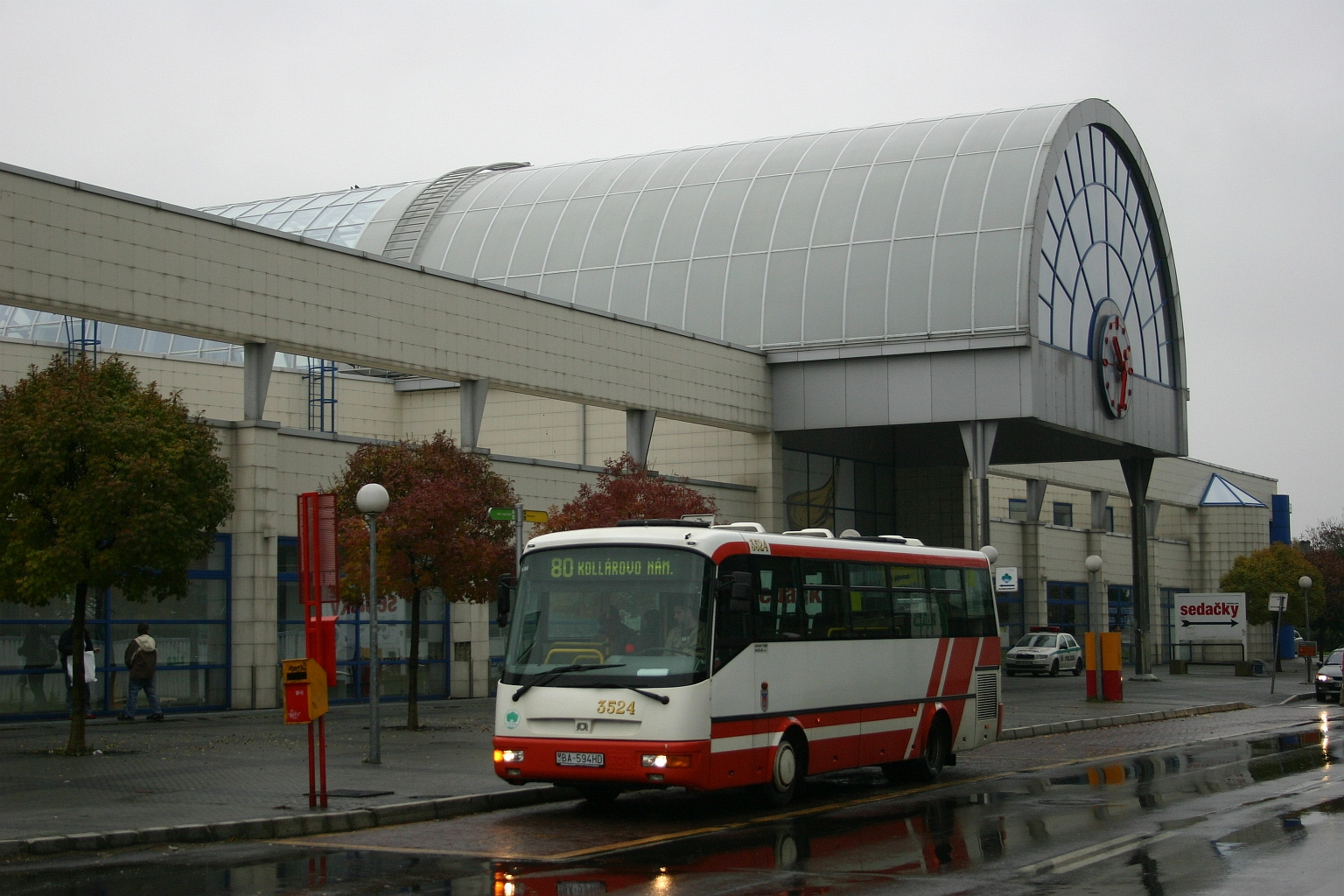
Pozsonyligetfalu
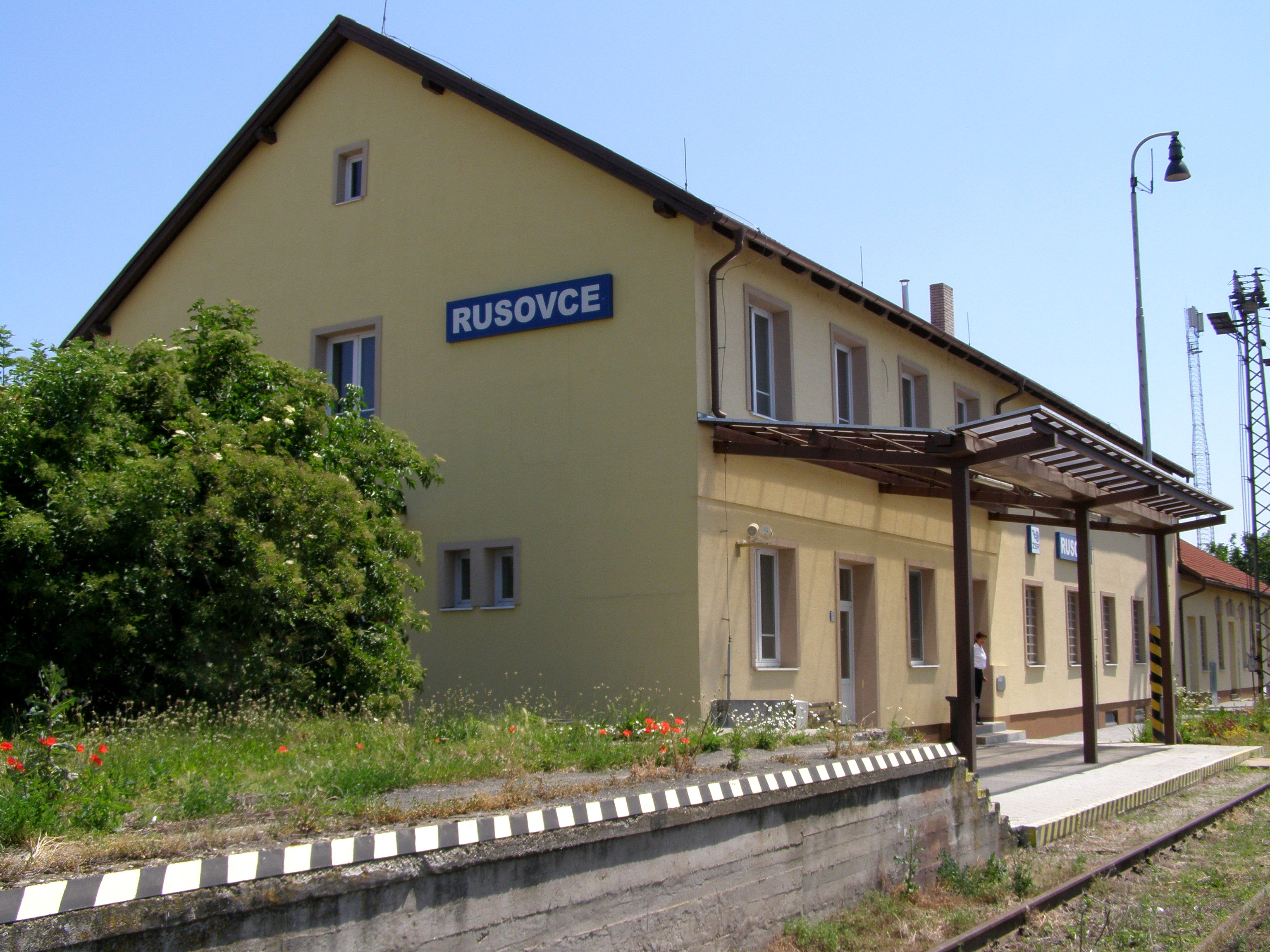
Oroszvár
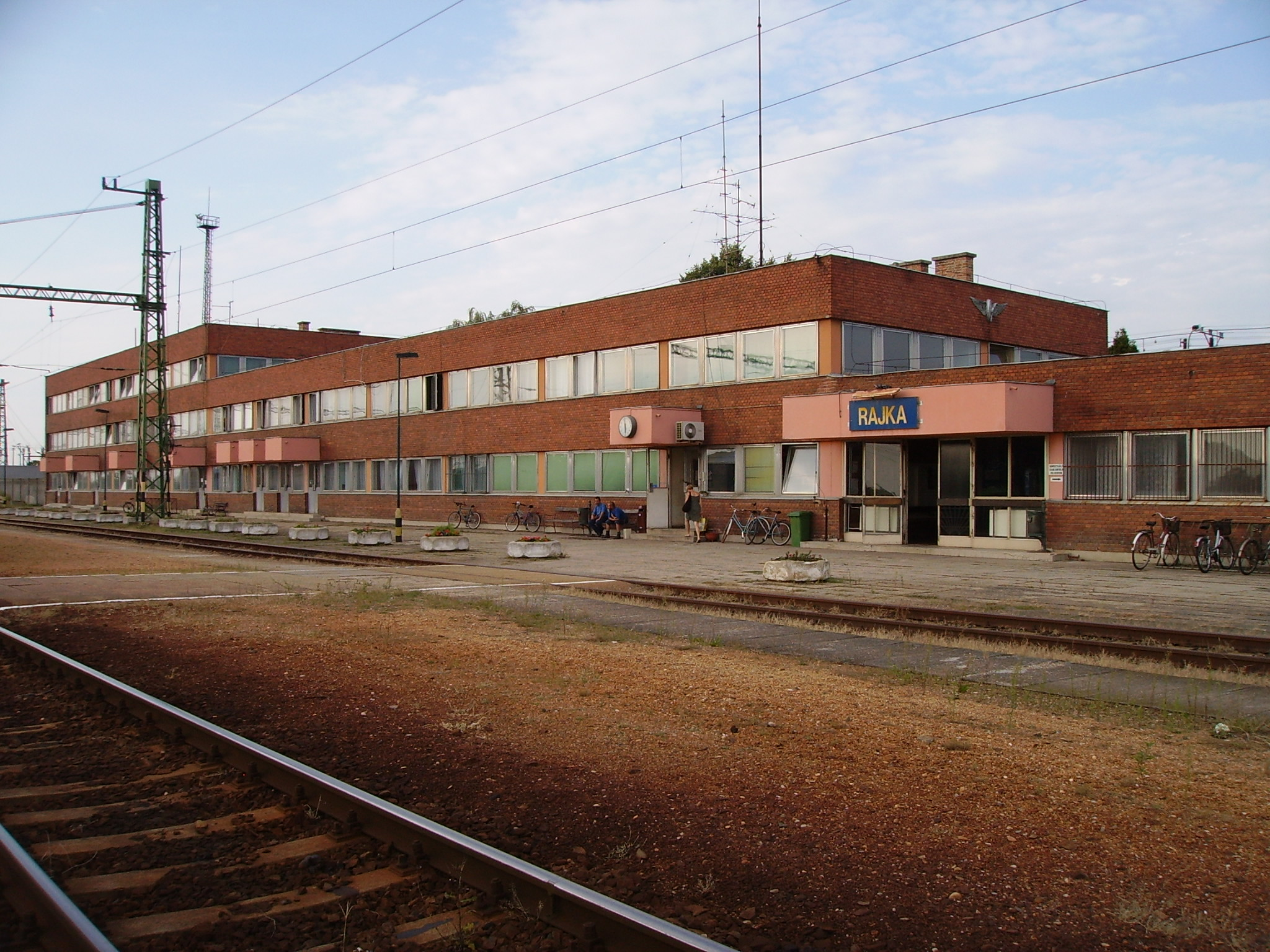
Rajka
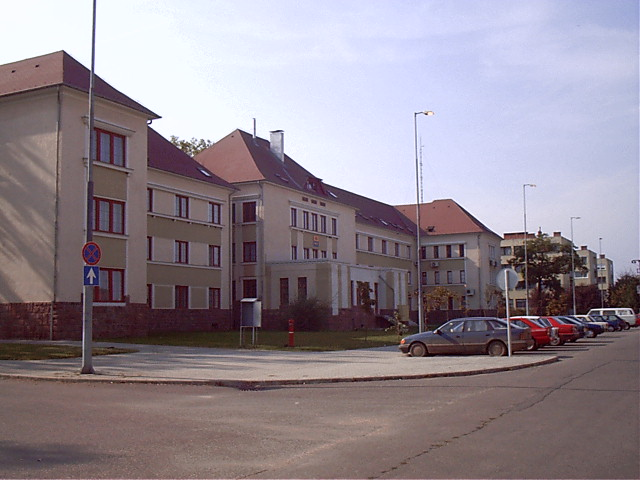
Hegyeshalom